# Anna El-Khashem
Anna El-Khashem (* 7. Februar 1996 in St. Petersburg) ist eine russisch-libanesische Opern- und Konzertsängerin (Sopran).

## Leben

### Ausbildung und erste Auftritte
Anna El-Khashems Eltern, der aus dem Libanon stammende Vater und die russische Mutter, sind beide Ärzte und unterstützten ihr schon seit Kindheit bestehendes Ziel, eine Laufbahn als Musikerin einzuschlagen. Während ihrer Schulzeit sang sie im Chor einer Musikschule und wurde mit 17 Jahren am Staatlichen Konservatorium St. Petersburg aufgenommen.
Bei den Bregenzer Festspielen (Juli 2016) gab die Sopranistin ihr internationales Debüt und wirkte als Sopransolistin (Carl Maria von Weber Missa Santa Nr. 2 „Jubelmesse“) bei dem im Rundfunk übertragenen Eröffnungsgottesdienst  und als Bastienne bei einer konzertanten Aufführung von Bastien und Bastienne mit, welche am Vorabend an die Gründung der Festspiele vor 70 Jahren erinnerte.

### Künstlerische Laufbahn
Von der Spielzeit 2016/2017 bis 2018/2019 war sie Mitglied des Opernstudios der Bayerischen Staatsoper, wirkte an dessen jährlichen Produktionen mit und schloss in dieser Zeit ihr Studium in St. Petersburg ab. Dem Publikum der Bayerischen Staatsoper wurde sie im Januar 2017 als Xenia in Boris Godunow bekannt. An den Premieren der auch in staatsoper.tv als Videostreams übertragenen Neuproduktionen von Oberon, Le nozze di Figaro, Il trittico und Die Verkaufte Braut war sie mit mittleren Partien beteiligt. Weitere Beachtung, die auch zur Auszeichnung als Nachwuchskünstlerin des Jahres durch die Zeitschrift Opernwelt führte, fand sie in der Produktion „Zeig mir deine Wunder“ im Rahmen der Festspiel-Werkstatt im Juni 2018, die mit ihr in der Titelrolle auf Nicolai Rimski-Korsakows Oper Schneeflöckchen beruhte.
Als Susanna in Le nozze di Figaro trat sie erstmals im August 2019 beim New Generation Festival in Florenz auf. Von der Spielzeit 2019/2020 bis 2021/2022 war sie Ensemblemitglied am Hessischen Staatstheater Wiesbaden, wo sie im September 2019 ihr Haus- und Rollendebüt als Pamina in Die Zauberflöte gab. Auf der Bühne des Staatstheaters war sie noch u. a. als Gretel in Hänsel und Gretel, Susanna in Le nozze di Figaro, Woglinde in Das Rheingold und Götterdämmerung und Sophie in der Neuproduktion von Werther zu erleben.
Anna El-Khashem sang u. a. unter Kirill Petrenko, Gustavo Dudamel, Ivor Bolton, Costantinos Carydis, Giacomo Sagripanti, Bertrand de Billy, Simone Young, Philippe Jordan, Riccardo Minasi und Teodor Currentzis.
Im Juni 2021 gab sie ihr Haus- und Rollendebüt an der Opéra de Paris (Opéra Garnier) als Servilia in W. A. Mozarts La clemenza di Tito, wo sie im Januar 2022 die Partie der Susanna in der Neuproduktion von Le nozze di Figaro unter der Leitung von Gustavo Dudamel gesungen hat. Im Februar 2022 debütierte sie in der Partie der Zerlina in Don Giovanni auf der Bühne von Opéra Bastille.
Im Juli 2022 gab sie ihr Debüt beim Verbier Festival, wo sie als Zerlina in W. A. Mozarts Don Giovanni und in einem Solo-Liederabend mit Semion Skigin (Klavier) zu erleben war.
Ihr erfolgreiches Konzertdebüt am Opernhaus Zürich gab El-Khashem unter Riccardo Minasi im April 2022 und wurde in der Spielzeit 2022/23 für die Partie der Flavia Gemmira in einer Neuinszenierung (Calixto Bieito) von Cavallis Eliogabalo engagiert.
Im März 2023 sang sie zum ersten Mal auf der Bühne von Opéra de Monte-Carlo als Susanna unter der musikalischen Leitung von Philippe Jordan im Rahmen eines Gastspiels der Wiener Staatsoper in Monaco.
Im Frühling 2023 sang Anna El-Khashem zum ersten Mal in der Tonhalle Zürich, Philharmonie de Paris und bei Festival de Pâques d‘Aix-en-Provence.
In der Spielzeit 2023/24 gab die Sopranistin ihr Rollendebüt als Clarine/Thalie in der Neuproduktion von J.-P. Rameaus Platée am Opernhaus Zürich, ein Hausdebüt an der Niederländischen Oper in Amsterdam als Marzelline in einer Neuinszenierung von L. van Beethovens Fidelio, kehrte nach Verbier als Susanna in Le nozze di Figaro zurück und debütierte bei den Salzburger Festspielen als Zerlina in Don Giovanni unter der musikalischen Leitung von Teodor Currentzis.
In der kommenden Saison 2024/25 ist Anna El-Khashem als Romilda (Rollendebüt) in G. F. Händels Serse am Opernhaus Zürich, Ilia (Rollendebüt) in W. A. Mozarts Idomeneo an der Niederländischen Oper in Amsterdam und zum ersten Mal an der Semperoper Dresden und beim Glyndebourne Festival als Susanna in Le nozze di Figaro anzutreffen. Außerdem wird die Sopranistin an mehreren Oratorium-Konzerten und Liederabenden teilnehmen.

## Preise und Auszeichnungen
- 2. Preis (2008) und 1. Preis (2010) des Internationalen Elena Obraztsova Wettbewerbs für junge Sänger
- 1. Preis des Zara Dolukhanova Gesangswettbewerbs Amber Nightingale in Kaliningrad (2016)
- 1. Preis sowie Sonderpreis für die beste Interpretation eines Vokalwerkes von W. A. Mozart beim Internationalen Mozartwettbewerb, Salzburg 2018[7][8]
- Trude Eipperle Rieger-Preis für Gesangstalente (2018)[9]
- Auszeichnung als „Nachwuchssängerin des Jahres“ in der Kritikerumfrage der Zeitschrift Opernwelt (2018)[1]
- 1. Preis beim Internationalen Gesangswettbewerb Neue Stimmen der Bertelsmann Stiftung (2019)[10]

## Diskografie
- Mavra/Iolanta: Produktion des Opernstudios der Bayerischen Staatsoper von 2019 mit Anna El-Khashem als Mavra. DVD erschienen bei Bayerische Staatsoper Recordings, 2022.[11]